# Vlečné vozy KPS série 50–51 (Most)
Vlečné vozy série 50–51 jsou typem dvounápravového obousměrného vlečného vozu, který byl vyráběn v Královopolské továrně na stroje a vagóny (dnes Královopolská, a. s.) pro Mosteckou pouliční dráhu a elektrizační společnost (původně Brüxer Strassenbahn – und Elektricitäts – Gesellschaft; v současnosti DPML).

## Historické pozadí
Před 1. světovou válkou obstarávalo provoz od zahájení provozu meziměstské malodráhy dne 7. srpna 1901 pouhých osm motorových vozů od firmy Graz série 1–8. V roce 1902 byly zprovozněny další dva motorové vozy ev. č. 9 a 10 a sedm nových vlečných vozů ev. č. 21–27, které byly objednány z důvodů velkého vzrůstu frekvence městské dopravy. Od roku 1903 se také rozvíjela postupně nákladní doprava z dolů, ke které se přikoupily další nákladní vlečné vozy. Rokem 1913 dosáhla těžba uhlí svého vrcholu, z toho důvodu byly pro novou městskou dráhu zprovozněny rokem 1914 sedm nových motorových vozů Ringhoffer série 11–17. Mezi lety 1914–1918 byly dodávány pouze parní nákladní lokomotivy pro účely nákladní dopravy. V roce 1917 byla zprovozněna městská dráha. Tento vozový park vystačil až do konce války.
Ve 20. letech se začal vozový park tramvají v Mostě, oproti jiným městům, velmi pomalu rozvíjet. V roce 1920 zrušilo německé pohraniční město Žitava (něm. Zittau) svoji pouliční dráhu, ze které byly převzaty 4 vozy; jednalo se o 2 motorové vozy (později ev. č. 21 a 22) a 2 vlečné (později ev. č. 41 a 42). Vlečné vozy, v důsledku obsazení čísel 21 a výše motorovými vozy, se musely "vlečňáky" přečíslovat na řadu 41–49. Poslední nové vozy v tomto období dorazily v roce 1931 z Královopolské továrny na stroje a vagóny. Šlo o dva vlečné vozy ev. čísel 50 a 51 vycházející z vlečných vozů Ringhoffer, jejichž část byla v roce 1928 vyráběna v KPS Brno. V tomto stavu vozový park prakticky vydržel do okupace nacistických vojsk v roce 1938.

## Konstrukce
Konstrukce těchto vozů byla prakticky upravená z vlečných vozů Ringhoffer vyráběných pro Brno. Oproti nim měly užší a o 2 metry kratší vozovou skříň, která měla jen čtyři postranní okna namísto pěti u brněnských vozů. Dalším rozdílem byla okna se všemi zaoblenými rohy.
Skříň vozů byla nýtovaná a celokovová, byla uzavřeného typu. Byla uložená na pojezdu, který tvořil dvounápravový běžný úzkorozchodný nýtovaný podvozek. Uvnitř vozu se nacházely podélné lavice, zajišťující místa pro sezení. Okna byla uchycena v dřevěných rámech a byla spouštěcí. Čelní okna byla půlená. Plošiny se uzavíraly dvoudílnými dveřmi a byly poměrně úzké, což bylo typické pro tehdejší vozy vyráběné v KPS Brno. Barevné schéma bylo bílo-červené, podobně jako u vozů Ringhoffer.
Vozy byly vybaveny talířovými spřáhly a zásuvkami mnohočlenného řazení. Větrání zajišťovaly 2 střešní větráky. Délka vozů přes spřáhla činila 8 500 mm.

## Dodávky
V roce 1931 byly vyrobeny 2 vlečné vozy ev. č. 50 a 51.
| Současný stát | Město | Článek | Výrobce | Roky dodávek | Počet vozů | Evidenční čísla při dodání | Poznámky | Zdroj |
| ------------- | ----- | ------ | ------- | ------------ | ---------- | -------------------------- | -------- | ----- |
| Česko         | Most  | článek | KPS     | 1931         | 2 kusy     | 50–51                      |          | [ 2 ] |

## Provoz
V provozu byly od roku 1931. Později byly vybaveny čtyřmi střešními větráky Flettner a talířová spřáhla jim byla mezi 40. a 50. lety vyměněna za nová pražského typu. Vedle úzkorozchodné tratě se v Mostě začala od roku 1952 budovat normálně-rozchodná meziměstská trať mezi Mostem a Litvínovem, která byla koncipována jako rychlodráha. Úzkorozchodná trať byla postupně přestavována na rozchod 1 435 mm, což mělo za následek i postupné vyřazování a nahrazování úzkorozchodných vozů. Poslední vozy na rozchodu 1 000 mm se udržely až do jejího zrušení v roce 1961, což je rok, do kterého platila smlouva na provozu úzkorozchodné tratě mezi Mostem a Litvínovem, včetně vozů 50 a 51. Ty byly následně sešrotovány, a tak se do současnosti žádný z nich nedochoval.